# 오릭스 버펄로스 (2군)
오릭스 버펄로스(일본어: オリックス・バファローズ, ORIX Buffaloes)의 2군 팀은, 일본의 프로 야구 구단이며, 오릭스 버펄로스 계열의 구단이다. 웨스턴 리그 (일본) 구단 중의 하나이며 홈구장은 1군 홈구장인 니시구에 있는 오사카 돔에서 멀어진 고노하나구에 있는 마이시마 베이스볼 구장이다.